# Ful Berg
Ful Berg är en bergstopp i Schweiz.   Den ligger i regionen Landquart och kantonen Graubünden, i den östra delen av landet, 160 km öster om huvudstaden Bern. Toppen på Ful Berg är 2 391 meter över havet, eller 87 meter över den omgivande terrängen. Bredden vid basen är 0,64 km.
Terrängen runt Ful Berg är huvudsakligen bergig, men österut är den kuperad. Närmaste större samhälle är Chur, 6,4 km väster om Ful Berg. 
Trakten runt Ful Berg består i huvudsak av gräsmarker. Runt Ful Berg är det glesbefolkat, med 17 invånare per kvadratkilometer.